# Richard Lewinsohn

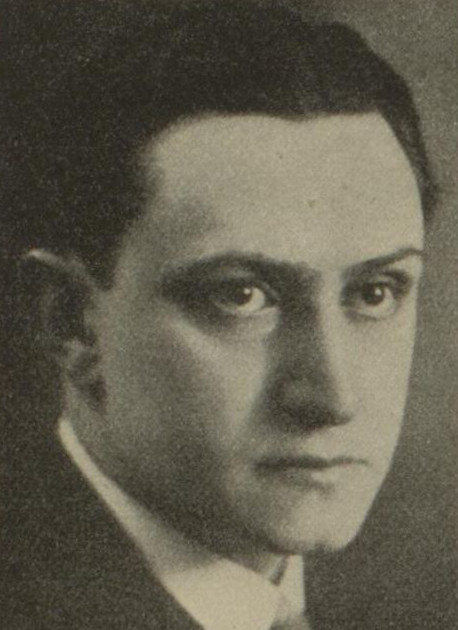
Richard Lewinsohn, um 1927

Richard Lewinsohn (geboren 23. September 1894 in Graudenz; gestorben 9. April 1968 in Madrid) war ein Arzt, deutscher Wirtschafts-Journalist und Schriftsteller. Er veröffentlichte zahlreiche Texte und Bücher unter den Pseudonymen Morus und Campanella sowie Fritz Wolter.

## Leben

### Herkunft und Ausbildung
Lewinsohn wurde 1894 in der damals westpreußischen Festungsstadt Graudenz als Sohn des Ziegeleibesitzers Salomon Lewinsohn geboren. Seine Mutter hieß Monna Brilles. Nach seinem Abitur im Jahre 1913 studierte Lewinsohn Medizin und Ökonomie in München, Göttingen, Jena, Bonn und Berlin. Im Ersten Weltkrieg soll er als angehender Mediziner einen Frontlazarettzug geleitet haben. Seine Dissertation in der Medizin erschien 1919 unter dem Titel Karzinom und Trauma. Nach Ende des Krieges arbeitete er im Sozialhygienischen Institut Berlin. Der Titel seiner Doktorarbeit in Politikwissenschaften, die 1923 veröffentlicht wurde, lautete Sozialismus und Bevölkerungspolitik.

### Journalist in Berlin
Nach Abschluss seiner beiden Promotionen wandte sich Lewinsohn hauptberuflich dem Journalismus zu. Von 1923 bis 1925 war Lewinsohn Politikredakteur bei der in Berlin ansässigen Vossischen Zeitung. Von 1925 bis 1931 leitete er deren Wirtschaftsredaktion. Von 1921 bis 1931 schrieb er außerdem unter dem Pseudonym Morus knapp 400 wirtschaftspolitische Artikel für die Berliner Wochenzeitschrift Die Weltbühne. In seinem Rückblick auf 25 Jahre Weltbühne würdigte Kurt Tucholsky die Mitarbeit Lewinsohns wie folgt:
Mit Morus tat sich S. J. erst sehr geheimnisvoll. „Du wirst ja sehen ...“ sagte er. „Wer ist es denn?“ Tiefes Geheimnis. Ein Arzt? Ein Journalist? Nun, ich sah: daß hier nämlich einer den sonst so trocknen und nur für die Besucher der Burgstraße lesbaren Handelsteil so amüsant, so lebendig und so schonungslos witzig gestaltete, daß seine Artikel zugleich mit denen Jacobsohns wohl am meisten gelesen worden sind und gelesen werden. 
Kurt Tucholsky: „Fünfundzwanzig Jahre“, in: Die Weltbühne, 9. September 1930, S. 379.
Für die Weltbühne schrieb er auch unter dem Pseudonym Fritz Wolter, insbesondere über Themen der Presselandschaft und Nachrichtenbranche.
In den 1920er Jahren machte sich Lewinsohn als Autor wirtschaftspolitischer Studien und Unternehmerporträts einen Namen. So erschien 1929 eine Biographie des "mysteriösen Europäers" Basil Zaharoff.

### Emigration
1930 ging Lewinsohn als Leiter des Ullstein-Büros nach Paris. Nach der Machtübernahme der Nationalsozialisten wurde Lewinsohn entlassen und blieb in Paris, wo er unter dem neuen Pseudonym Campanella für die von Leopold Schwarzschild herausgegebene Exilzeitschrift Das Neue Tage-Buch schrieb. Ebenfalls soll er in den französischen Blättern Paris-Midi und L'Intransigeant veröffentlicht haben und Korrespondent der portugiesischen República gewesen sein. Als die deutsche Exilzeitung Pariser Tageblatt – die erste Nummer der Tageszeitung erschien am 12. Dezember 1933 – gegründet wurde, wurde Lewinsohn ihr Wirtschaftsredakteur.
Im Juni 1936 sollte er wegen finanzieller Probleme des Pariser Tageblatts auf Geheiß des Verlegers Wladimir Poljakow mit dem Journalisten Heinz Pol neuer Chefredakteur des Blattes werden und den amtierenden Georg Bernhard ablösen. Die Redakteure des Tageblatts putschten daraufhin gegen ihren Verleger und gründeten ein Konkurrenzblatt, die Pariser Tageszeitung. In deren erster Ausgabe brandmarkten sie Lewinsohn und Poliakow als "Verräter", die das Pariser Tageblatt hätten den Nazis andienen wollen und daher Bernhard und andere antinazistische Redakteure hätten entlassen wollen. Dazu verübten die Putschisten einige kriminelle Attacken. Lewinsohn wurde überfallen und verprügelt, so dass er schwer verletzt war. Das Büro des Tageblatts wurde ausgeraubt und zerstört, die Abonnentenkartei gestohlen. Die erste Ausgabe des Tageblatts nach dem Putsch wurde gestohlen und vernichtet. Weil außerdem die deutschen Exilanten den unbewiesenen Lügen der Putschisten um Bernhard Glauben schenkten, musste das Pariser Tageblatt seinen Betrieb einstellen. Ein in Exilkreisen gegründeter Untersuchungsausschuss, der auf das Betreiben der Zeitschrift Das Neue Tage-Buch von Leopold Schwarzschild zu Stande gekommen war und dem auch Georg Bernhard und Berthold Jacob angehörten, stellte wenig später fest, dass die Anschuldigungen gegen Poliakow haltlos und zu Unrecht erfolgt waren.
Lewinsohn wurde 1939 zunächst in Colombes (nordwestlich von Paris) und später in verschiedenen zentralfranzösischen Lagern interniert. 1940 setzte er seine Flucht nach Brasilien fort, wo er ein Institut für Konjunkturforschung und im November 1947 die Wirtschaftszeitschrift Cunjuntura Econômica gründete. Ebenfalls arbeitete er als Wirtschaftsberater der brasilianischen Regierung und als Dozent an der Universität von Rio de Janeiro.

### Rückkehr nach Europa
1952 kehrte er nach Paris zurück, von wo er als Korrespondent für die Conjuntura Econômica und mehrere europäische Medien arbeitete. In der Folgezeit veröffentlichte er eine Reihe von kulturgeschichtlichen Betrachtungen, wie zum Beispiel eine Weltgeschichte der Sexualität und eine Weltgeschichte des Herzens. Mehrere seiner Bücher wurden auch ins Englische und Französische übersetzt. Lewinsohn starb 1968 in Madrid, wo er sich zu Studienzwecken aufhielt. Sein Grab befindet sich auf dem Madrider Zivilfriedhof.
Die im schweizerischen Luzern ansässige Richard Lewinsohn-Morus-Stiftung betreut den literarischen Nachlass des Schriftstellers.

## Meinung
In seinem Buch Das Geld in der Politik zieht er folgendes Fazit:

„Aber in einem Lande, dessen Politik ganz überwiegend nach wirtschaftlichen Interessen orientiert ist und in dem die Arbeiterschaft die weitaus stärkste Bevölkerungsschicht bildet, müßte die Demokratie notwendigerweise zu einem reinen Arbeiterstaat führen. Diese Entwicklung hat das Kapital in Deutschland wie in allen anderen großen Industrieländern auf kunstvolle Art abzubiegen verstanden. Es hat alle Minen springen lassen, im Parlament und außerhalb des Parlaments, in der Bearbeitung der öffentlichen Meinung und in der Staatsverwaltung. Es erkauft sich durch Geld die politische Macht, es stellt, dank der besseren Schulung, die es sich leisten kann, allenthalben die Sachverständigen. Es spannt die Wissenschaft in den Dienst der Interessenten. Es setzt alle physischen und geistigen Kräfte in Bewegung, um sich in der Demokratie und trotz der Demokratie zu behaupten.“

## Schriften
- Sozialismus und Bevölkerungspolitik, Berlin 1923
- Jüdische Weltfinanz?, Berlin/Hamburg 1925
- Die Umschichtung der europäischen Vermögen, Berlin 1925
- Wie sie groß und reich wurden, Berlin 1927
- Der Mann im Dunkel : die Lebensgeschichte Sir Basil Zaharoffs, des "mysteriösen Europäers", Berlin 1929
- Das Geld in der Politik, Berlin 1930
- Die Welt aus den Fugen, Dresden 1932
- Sinn und Unsinn der Börse, Berlin 1933;
Reprint 2009, Mediaforum Verlag, Frankfurt 2009, ISBN 978-3-9812870-0-4
- Geschichte der Krise, Leipzig/Wien 1934
- Eine Geschichte der Tiere, Hamburg 1952
- Barnato – Herr über Diamanten und Gold, Gütersloh 1955
- Der ewige Zeus, Hamburg 1955
- Die Grossen der Weltwirtschaft, Berlin 1955
- Eine Weltgeschichte der Sexualität, Hamburg 1956
- Die Enthüllung der Zukunft, Hamburg 1958
- Eine Weltgeschichte des Herzens, Hamburg 1959
- Der Wunderdoktor aus Mauritius oder Die Kunst der Verjüngung, München, 1963
- Marx, Märkte und Mars, Zürich, 1964
- Skandale, die die Welt bewegten, Berlin, 1967
- Ein Maulkorb für Kant, Manuskript, 1968;
2005 in einer Hörbuchfassung in Luzern veröffentlicht.

## Einzelbelege
1. ↑  "meinen unter dem Pseudonym Fritz Wolter erschienenen Aufsatz (...) in der Weltbühne..."

Richard Lewinsohn. Das Geld in der Politik. 1930, S. 218

Jürgen Wilke. Telegraphenbüros und Nachrichtenagenturen in Deutschland. 1991, S. 64

Horst Gründer. Walter Simons als Staatsmann, Jurist und Kirchenpolitiker. 1975, S. 230
2. ↑  Walter F. Peterson, The Berlin liberal press in exile : a history of the Pariser Tageblatt--Pariser Tageszeitung, 1933–1940., Tübingen 1987, S. 65
3. ↑  Lieselotte Maas, Kurfürstendamm auf den Champs-Elysées? Der Verlust von Realität und Moral beim Versuch einer Tageszeitung im Exil, ein Beitrag in Exilforschung-Ein Internationales Jahrbuch Band 3, Gedanken an Deutschland im Exil und andere Themen, Hrsg. Gesellschaft für Exilforschung, München 1985, S. 112ff.
4. ↑  Walter F. Peterson, The Berlin liberal press in exile : a history of the Pariser Tageblatt--Pariser Tageszeitung, 1933-1940. 287 S., Tübingen 1987, S. 158
5. ↑  Richard Lewinsohn: Das Geld in der Politik. Berlin 1930, S. 237 f.

| Personendaten    | Personendaten                                       |
| ---------------- | --------------------------------------------------- |
| NAME             | Lewinsohn, Richard                                  |
| KURZBESCHREIBUNG | deutscher Wirtschafts-Journalist und Schriftsteller |
| GEBURTSDATUM     | 23. September 1894                                  |
| GEBURTSORT       | Graudenz                                            |
| STERBEDATUM      | 9. April 1968                                       |
| STERBEORT        | Madrid                                              |